# Defender of the Crown
Defender of the Crown ist ein 1986 erschienenes Computerspiel. Das Strategiespiel wurde vom US-Studio Cinemaware für den Heimcomputer Commodore Amiga entwickelt. Zahlreiche Portierungen folgten.

## Handlung
Schauplatz der Handlung des Spiels ist das mittelalterliche England. Thematisch und grafisch basiert es auf dem 1952 nach Sir Walter Scotts Roman Ivanhoe entstandenen Film Ivanhoe – Der schwarze Ritter. Nach der Ermordung König Richards und dem Diebstahl der königlichen Krone ist England in Aufruhr. Aufgabe des Spielers ist es, nach dem Tod des Königs fünf andere Herrscher über englische Provinzen (drei Normannen und zwei Angelsachsen) zu besiegen und so die alleinige Macht über England zu erlangen. Optional kann der Spieler eine entführte Prinzessin aus der Gefangenschaft retten und ehelichen.

## Spielprinzip und Technik
Im Spiel treten sechs Provinzherrscher gegeneinander an, drei Normannen und drei Angelsachsen. Der Spieler übernimmt die Rolle eines angelsächsischen Herrschers und wählt dafür eine von vier verfügbaren Spielfiguren, die sich in ihren Fähigkeiten leicht voneinander unterscheiden. England ist in 18 Provinzen unterteilt, von denen jeder Herrscher zu Beginn eine als Basis zur Verfügung hat. Es gilt, Armeen aufzubauen, Nachbarprovinzen zu überfallen und einzunehmen und in Turnieren gegen die anderen, computergesteuerten Herrscher anzutreten. Eingenommene Provinzen erhöhen die Steuereinnahmen, die zusammen mit dem durch Überfälle erbeuteten Geld für mehr Soldaten ausgegeben werden können. Während der Überfälle sowie während der Prinzessinnenbefreiung kommt eine Action-Komponente zum Tragen, denn während dieser Sequenzen muss der Spieler im Schwertkampf gegen Gegner antreten. Den computergesteuerten Gegnern stehen die gleichen Funktionen zur Verfügung wie dem Spieler, wobei sich normannische und angelsächsische Computergegner untereinander nur im Notfall angreifen. Ziel ist es, die Burgen der anderen fünf Herrscher zu erobern.
Die Spielzeit beträgt etwa eine Stunde. Es gibt keine Funktion zum Speichern und Laden eines Spielstandes.

## Entwicklungs- und Veröffentlichungsgeschichte
Defender of the Crown war das erste Spiel der im Januar 1986 gegründeten Firma Cinemaware. Geschäftsführer Bob Jacob war einige Jahre lang als eine Art Vermittler zwischen kleinen Entwicklerstudios und großen Publishern tätig gewesen und hatte beschlossen, selbst ein Studio zu gründen, nachdem er die Grafikfähigkeiten des jüngst veröffentlichten Heimcomputers Commodore Amiga gesehen hatte. Da der Amiga noch sehr teuer war, ging Jacob davon aus, dass er Spiele für diesen Computer an einer älteren, zahlungskräftigen Zielgruppe ausrichten musste, die weniger Zeit und Ehrgeiz für physisch und gedanklich fordernde Spiele hatte. Er bediente damit den Typus des Casual Gamers, Jahre bevor der Begriff geprägt wurde.
Neben Bob Jacob und seiner Frau Phyllis gehörte ihr guter Freund Kellyn Beeck zu den Gründungsmitgliedern der Firma, zuvor Einkäufer bei Epyx und verhinderter Game Designer. Beeck konnte bei Cinemaware seiner Leidenschaft für Spielgestaltung nachgehen und entwickelte das Skript für Defender of the Crown. Die Programmierarbeiten wurden an die in Salt Lake City beheimatete Firma Sculptured Software vergeben. Dieses Arbeitsmodell wurde nicht nur für Defender of the Crown angewandt; zeitgleich wurden anhand vorbereiteter Designdokumente externe Firmen für drei weitere Spiele beauftragt, die zum Weihnachtsgeschäft 1986 veröffentlichungsbereit sein sollten: S.D.I., King of Chicago und Sinbad and the Throne of the Falcon. Für die Grafiken von Defender of the Crown wurde mit James D. Sachs ein unbekannter Grafiker angeheuert, der die Cinemaware-Geschäftsleitung mit Beispielgrafiken überzeugt hatte und mit „Art Director“ einen Titel verliehen bekam, der bis dahin in der Filmbranche üblich, für die Computerspielbranche aber neu war. Das Grafikteam bestand aus mindestens sieben Personen, ebenfalls ein Novum in der Branche.
Defender of the Crown wurde am 1. November 1986 für den Commodore Amiga veröffentlicht. Publisher war in Nordamerika Mindscape, in Europa Mirrorsoft.
Anfang 1987 erschien die Atari-ST-Fassung des Spiels. Diese Version war seitens Cinemaware um einige Funktionen ergänzt worden, so konnten Spione in feindliche Provinzen entsandt werden, und Robin Hood unterstützte den Spieler gelegentlich. Diese Funktionen waren auch in der Konvertierung für den im Vergleich leistungsschwachen 8-bit-Computer Commodore 64 sowie für Personal Computer mit PC-kompatiblem DOS enthalten, die ebenfalls 1987 erschienen. 1988 folgte eine Portierung für den Apple IIgs, 1989 für die Spielkonsole Nintendo Entertainment System und den Heimcomputer Schneider CPC, der in Frankreich bedeutende Marktanteile hatte und wo das Spiel von Ubisoft vertrieben wurde. 1991 erschien eine Version für die erfolglosen Spielkonsolen CD-i und CDTV.
Cinemaware ging 1991 bankrott. 1993 erschien Defender of the Crown II, ein Nachfolger des Spiels, für die Spielkonsole Amiga CD³². Dahinter steckte Sachs Enterprises, die Firma des Defender-Art-Directors James Sachs.
Die Markenrechte an Cinemaware und seinen Titeln wurden verkauft, und 2000 gründeten die neuen Rechteinhaber eine neue Firma mit dem Namen Cinemaware, deren hauptsächliches Geschäftsmodell in der Verwertung der alten Titel bestand. Neben einem Remaster für PCs mit dem Betriebssystem Windows wurde auch eine Portierung auf die Handheld-Konsole Game Boy Advance veröffentlicht. 2003 bzw. 2007 erschienen zwei Remakes: Robin Hood: Defender of the Crown bzw. Defender of the Crown: Heroes Live Forever. 2014 wurde eine Version von Defender of the Crown für mobile Endgeräte mit dem Betriebssystem Android veröffentlicht.

## Rezeption
Defender of the Crown war finanziell sehr erfolgreich. 1989 hatten sich weltweit knapp 750.000 Kopien verkauft, 2001 mindestens eine Million.
Die deutsche ASM ging ob der enormen Datenmenge von zwei Disketten davon aus, Zeuge einer „neuen, faszinierenden Konzeption von Spielprogrammen“ zu sein und vermochte kaum zu glauben, dass die Spielgrafiken mit einem Heimcomputer erzeugt werden konnten. Hinsichtlich des Spielprinzips fühlte sich Redakteur Uwe Knierim stark an das Brettspiel Risiko erinnert. Er lobte die Grafik des Spiels, kritisierte aber eine fehlende Mehrspieleroption, fehlende Speichermöglichkeiten sowie „unseriös vereinfachte und verfälschte“ geschichtliche Hintergründe. In Summe sei Defender of the Crown aber ein Programm, das jeder besitzen sollte. Die Happy Computer gestand dem Spiel zu, auf dem Amiga in puncto Grafik das Beste zu bieten, was bis dato auf Heimcomputern zu sehen gewesen sei. Das Spiel sei aber sehr leicht zu gewinnen und biete deshalb keine Langzeitmotivation. Das Spielprinzip verdamme den Spieler außerdem zu weitgehender Untätigkeit.
Das US-Magazin .info lobte ebenfalls Grafik und Animationen, kritisierte das Gameplay als „weder komplex noch abwechslungsreich“ und äußerte die Hoffnung, dass zukünftige Cinemaware-Titel mehr Spieltiefe böten.
Die Power Play urteilte 1991 über die NES-Fassung, dass das Spiel auf der Spielkonsole anspruchsvoller sei, dass aber die Grafik stark nachgelassen habe und dass das Spielprinzip mittlerweile deutliche Abnutzungserscheinungen zeige.
Der Historiker Jimmy Maher bezeichnete Defender of the Crown 2015 retrospektiv als den „ersten Amiga-Blockbuster“, der auch heute noch der Titel sei, der von damaligen Amiga-Nutzern automatisch mit der Plattform assoziiert werde. Während er das Spiel selbst für wenig gelungen hielt, erkannte er seine Bedeutung für die Computerspieleindustrie an: Während vor Defender of the Crown das Buch die präferierte Metapher für die Qualität eines Spiels war („wie ein Buch“), war es nach dem Erscheinen des Spiels der Film. Maher stellte heraus, dass die Spielhandlung an Scotts Ivanhoe-Roman anknüpfe, es dabei aber weder mit den Romaninhalten noch mit den historischen Abläufen genau nähme. Historische Fakten würden so verdreht und Romanfiguren nach Belieben wieder zum Leben erweckt, dass man von einer Alternativweltgeschichte sprechen müsse.